# Ulignano (San Gimignano)
Ulignano è una frazione del comune italiano di San Gimignano, nella provincia di Siena, in Toscana.

## Storia
Il territorio di Ulignano è abitato sin dall'epoca antica, come dimostrano i ritrovamenti archeologici, tra cui il rinvenimento avvenuto nel 2002 di una stele etrusca frammentaria databile tra il VI e il V secolo a.C..
Ulignano è ricordato nel privilegio di Enrico VI del 28 agosto 1188 a favore di Ildebrando Pannocchieschi, vescovo di Volterra, anche se non va confuso con l'omonimo borgo volterrano. Passò poi sotto il dominio del comune di San Gimignano nel 1251 e i suoi abitanti sono infatti citati negli statuti sangimignanesi del 1255.
Ulignano contava 174 abitanti nel 1833.

## Monumenti e luoghi d'interesse

### Chiesa di San Bartolomeo
La chiesa di San Bartolomeo, sede dell'omonima parrocchia appartenente all'arcidiocesi di Siena-Colle di Val d'Elsa-Montalcino, sorge all'estremità meridionale del paese; sorse nel XII secolo e venne integralmente ricostruita, utilizzando i materiali dell'edificio antico, nel 1910. È in stile neoromanico, con facciata a capanna in pietra, al centro della quale si aprono il portale e un rosone circolare; alle spalle dell'edificio, si eleva la torre campanaria, in laterizi. L'interno è a navata unica con soffitto a capriate lignee, con due altari laterali in travertino (dedicati rispettivamente alla Madonna Addolorata e al Sacro Cuore di Gesù) e, al centro, fonte battesimale del medesimo materiale; l'aula termina con l'abside quadrangolare, illuminata da un'esile monofora ad arco, che ospita un dipinto su tavola dell'ultimo quarto del XV secolo raffigurante la Madonna in trono col Bambino tra i santi Bartolomeo e Stefano, opera di Pier Francesco Fiorentino. L'organo a canne, costruito nel 1965 dalla ditta Buerkle ed installato nel 2010, dispone di 5 registri ed è a trasmissione integralmente meccanica.

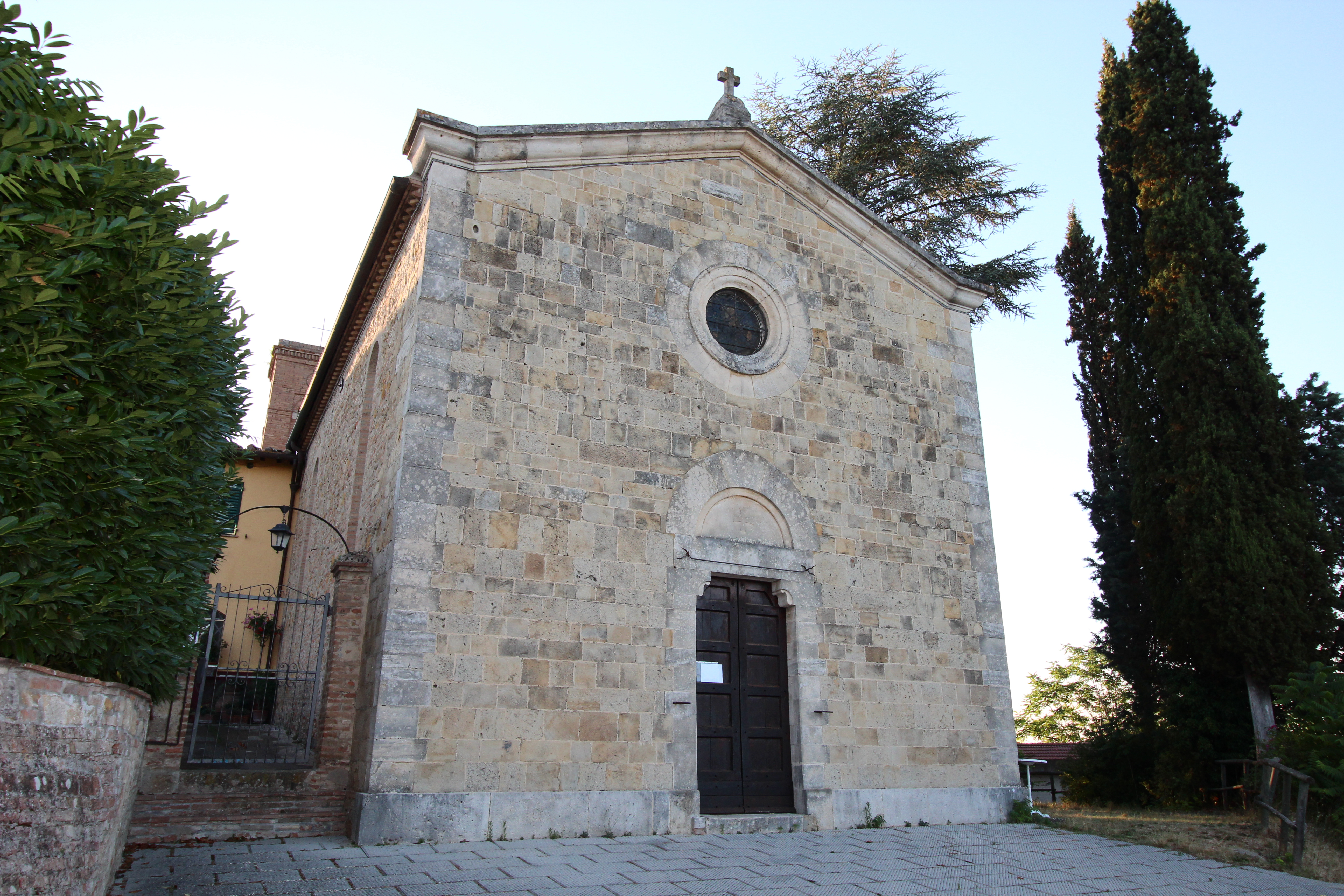
La chiesa di San Bartolomeo (XII secolo)
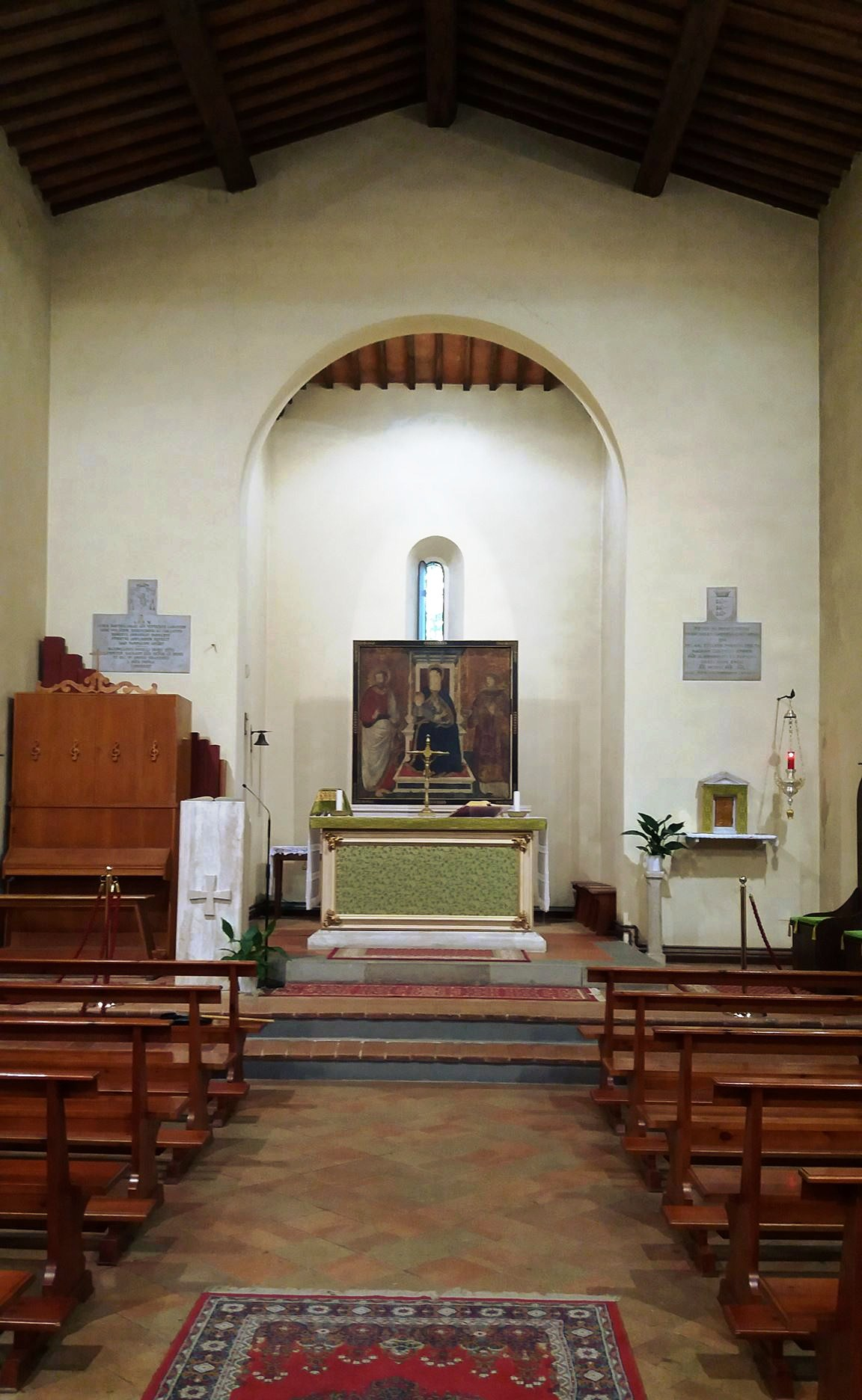
Interno della chiesa di San Bartolomeo
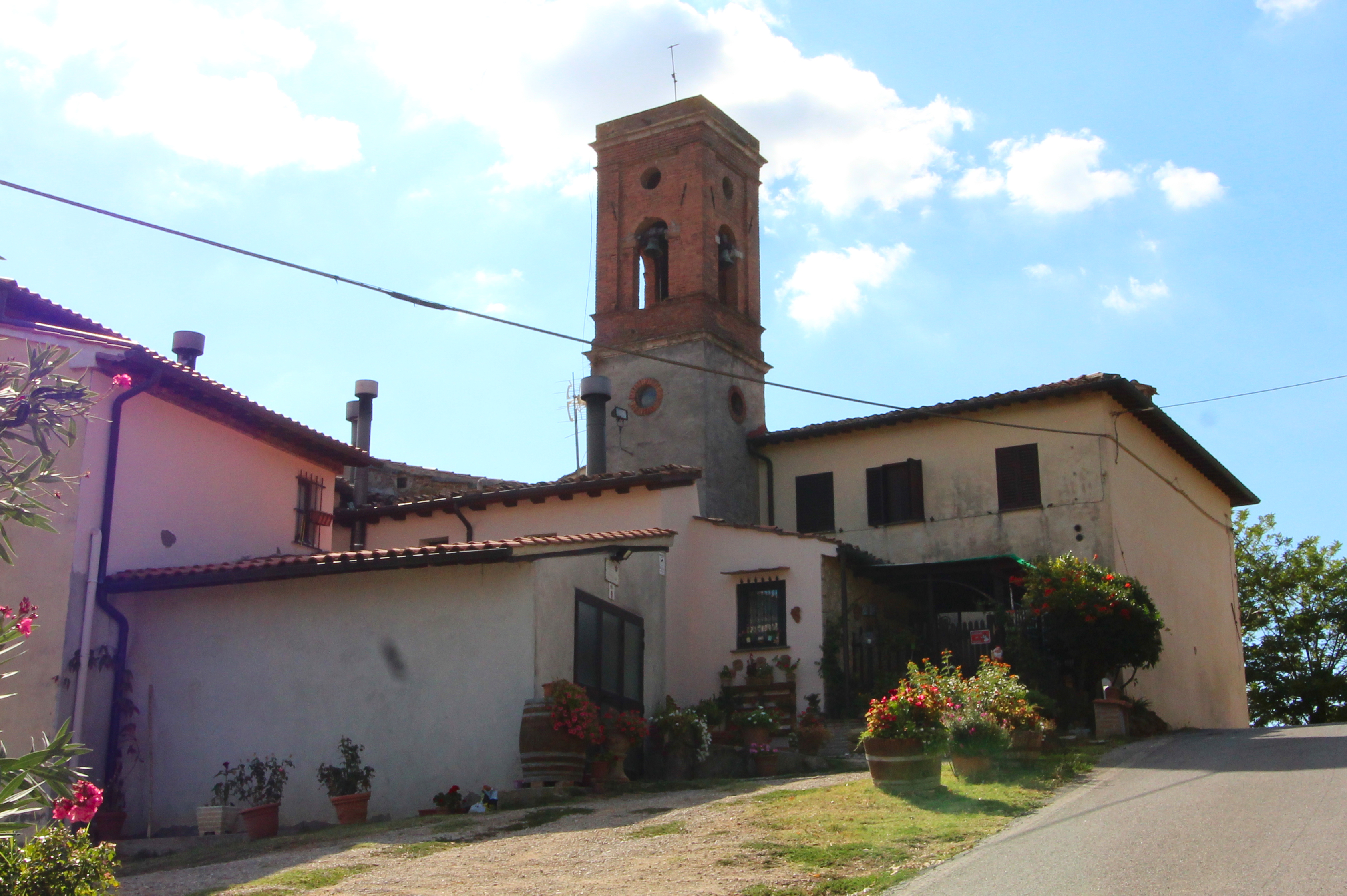
La chiesa di Santa Maria a Villa Castelli (XIII secolo)